# Спортивная гимнастика на летних Олимпийских играх 2016 — перекладина (мужчины)
Соревнования на перекладине среди мужчин в рамках турнира по спортивной гимнастике на Летних Олимпийских играх 2016 состоялись 16 августа на Олимпийской арене Рио.
Медали вручались членом Международного Олимпийского Комитета (МОК) из Германии Клаудией Бокель и членом Исполнительного комитета Международной федерации гимнастики (FIG) Наоми Валенцо.

## Формат соревнований
8 лидеров квалификационного раунда (не более 2 спортсменов от одного НОКа) на каждом снаряде проходят в индивидуальный финал. Финалисты повторно выступают на каждом снаряде. Оценки за квалификационный раунд не учитываются при итоговом подсчёте баллов.

## Квалификация
Гимнасты, вошедшие в тройку лучших в квалификации проходят в финал. Также в финал могут пройти не более двух гимнастов из одного НОКа. Если более двух гимнастов из одной страны находятся в восьмёрке сильнейших, то гимнаст, с самым худшим результатом из них не проходит в финал, вместо него в финал проходит следующий по позиции гимнаст.
| Место | Гимнаст                    | Трудность | Исполнение | Штраф | Сумма  | Прим. |
| ----- | -------------------------- | --------- | ---------- | ----- | ------ | ----- |
| 1     | Фабиан Хамбюхен Германия   | 7.300     | 8.233      |       | 15.533 | Q     |
| 2     | Нил Уилсон Великобритания  | 7.000     | 8.500      |       | 15.500 | Q     |
| 3     | Эпке Зондерланд Нидерланды | 7.200     | 8.166      |       | 15.366 | Q     |
| 4     | Дэнелл Лейва США           | 7.300     | 8.033      |       | 15.333 | Q     |
| 5     | Франсиско Баррето Бразилия | 6.800     | 8.466      |       | 15.266 | Q     |
| 6     | Самуэль Микулак США        | 6.400     | 8.733      |       | 15.133 | Q     |
| 7     | Олег Верняев Украина       | 6.500     | 8.633      |       | 15.133 | Q     |
| 8     | Манрике Лардуэт Куба       | 7.000     | 8.116      |       | 15.116 | Q     |
| 9     | Пабло Бреггер Швейцария    | 7.000     | 8.100      |       | 15.100 |       |
| 10    | Барт Дёрло Нидерланды      | 7.200     | 7.900      |       | 15.100 |       |
| 11    | Рёхэй Като Япония          | 6.900     | 8.100      |       | 15.000 |       |

## Финал
| Место | Гимнаст                    | Трудность | Исполнение | Сумма  |
| ----- | -------------------------- | --------- | ---------- | ------ |
| 1     | Фабиан Хамбюхен Германия   | 7.300     | 8.466      | 15.766 |
| 2     | Дэнелл Лейва США           | 7.300     | 8.200      | 15.500 |
| 3     | Нил Уилсон Великобритания  | 6.800     | 8.666      | 15.466 |
| 4     | Самуэль Микулак США        | 6.800     | 8.600      | 15.400 |
| 5     | Франсиско Баррето Бразилия | 6.900     | 8.308      | 15.208 |
| 6     | Манрике Лардуэт Куба       | 7.000     | 8.033      | 15.033 |
| 7     | Эпке Зондерланд Нидерланды | 6.900     | 7.133      | 14.033 |
| 8     | Олег Верняев Украина       | 6.300     | 7.066      | 13.366 |